# Peter Parker: Spider-Man
Peter Parker: Spider-Man – seria komiksowa Marvela, która jest spin offem powstałym na skutek niezwykłej popularności serii The Amazing Spider-Man. Głównym bohaterem jest Peter Parker. 

## Pierwsza seria 1990–1998
Peter Parker: Spider-Man (oryginalny tytuł brzmiał po prostu „Spider-Man”), był komiksem ukazującym się raz w miesiącu. Pierwsza seria liczy 98 zeszytów. Komiks został nazwany „Peter Parker: Spider-Man” od zeszytu #75, jednak taki tytuł widniał tylko na okładce. W rzeczywistości strona tytułowa dalej zawierała Spider-Man, aż do pierwszego wydania drugiej serii. Seria ta stała się wizytówką Todda McFarlane’a, który opuścił serię po #16 zeszycie, aby zająć się rysowaniem Spawna.

## Druga seria 1999–2003
Peter Parker: Spider-Man Vol. 2, w skład którego weszło 57 zeszytów opublikowanych w latach 1999-2003. Później ustąpił miejsca nowej serii o tytule The Spectacular Spider-Man Vol. 2